# ツァルファティート
ツァルファティート（Tsarfatit）とは、ユダヤ・フランス語の別称。ヘブライ語のツァルファト（צרפת フランスのこと）に由来するが、フランス北部の他に、マインツやフランクフルトやアーヘンなどのドイツ西部でも話されていた。なお、これらドイツ西部でのツァルファティートの話者が古高ドイツ語に乗り換えることで、のちのイディッシュ語が生まれたとする説もある。
この言語はヘブライ文字で表記する。文献上では11世紀の偉大なラビであるラシやモーシェ・ハダルシャンの聖書註解やタルムード註解において初めて登場したが、その後はたび重なるユダヤ人迫害によって話者が殺害され、あるいは他の地域に移住したため、14世紀末には死語となった。

## 特徴
印欧語族の他のユダヤ諸語と異なり、母音を表記する点に特徴がある。ユダヤ諸語においては、地元の言語をヘブライ文字で表記するために、ヘブライ文字に本来ない発音を割り当てて使用することが広くおこなわれているが、ツァルファティートの場合、母音記号の表記には大々的にティベリア式記法を採用し、古フランス語の母音を余すところなく明示している。
ヘブライ語からの借用語が少ないのも、他のユダヤ諸語にない特徴である。したがって、ツァルファティートはヘブライ文字で記した古フランス語の方言、あるいは正書法が異なる古フランス語なのであって、独自の言語ではない、という見解もある。（古フランス語には標準的な正書法は存在しなかった。）